# レアル・マドリード・カスティージャ
レアル・マドリード・カスティージャ（Real Madrid Castilla Club de Fútbol）とは、レアル・マドリードのリザーブチームである。2022-23シーズンはプリメーラ・ディビシオンRFEFに所属している。

## 概要
レアル・マドリードの予備チーム（リザーブ）であり、レアル・マドリードの下部組織（カンテラ）の選手達が所属している。
スペインの予備チームは、個別のリーグではなく、上級チームと同じリーグシステムでプレーしている。ただし、予備チームは上級チームと同じディビジョンでプレーすることはできない。したがって、レアル・マドリード・カスティージャはプリメーラ・ディビシオンへの昇格の対象外である。
リザーブチームは、コパ・デル・レイへの参加ができない。さらに、23歳未満のプレーヤー、またはプロの契約を結んでいる25歳未満のプレーヤーのみが、上級チームと予備チームを切り替えることができる。

## クラブの歴史

### ADプルス・ウルトラ
レアル・マドリード・カスティージャの歴史は、1948年にアグルパシオン・デポルティーバ・プルス・ウルトラ, AD プルス・ウルトラ（Agrupación Deportiva Plus Ultra, AD Plus Ultra）というテルセーラ・ディビシオン所属の地元アマチュアチームが、レアル・マドリードの選手育成について合意したことから始まった。チームは元々1930年に創設され、チーム名をスペインの国家標語からとった。レアル・マドリードはADプルス・ウルトラに対し経済援助を行い、見返りにチームに在籍している最高の選手たちの第一先買権を得た。チームは1949年にセグンダ・ディビシオンに昇格し、1952年に正式にレアル・マドリードのBチームとなった。1954年、ADプルス・ウルトラはスペインU-19カップ決勝でエスパニョールを破り優勝。1959年にはコパ・デル・レイ準々決勝でグラナダCFに敗戦した。
1950年代、1960年代には、サラガ、マテオス、マルサル、カサード、ビジャ、ビダル、セレーナ、グロッソなどの未来のレアル・マドリードの選手たち、スペイン代表選手たちがADプルス・ウルトラでプレーしていた。またルイス・アラゴネスも短期間ながら在籍し、ミゲル・ムニョスはこのチームで監督のキャリアをスタートさせた。1972年、ADプルス・ウルトラと同名の保険会社が破産したため、チームはカスティージャCF（Castilla CF）と名称を変え、新しくレアル・マドリードのBチームとなった。

### カスティージャCF
名称がカスティージャCFとなってから、チームは黄金時代を迎えることとなった。この時代、チームにはアグスティン、ガジェゴ、ピネダが在籍し、1979-1980シーズンのコパ・デル・レイの決勝に進出した。カスティージャCFはトーナメントで、エルクレスCF、アスレティック・ビルバオ、レアル・ソシエダ、スポルティング・デ・ヒホンという四つのプリメーラ・ディビシオン所属チームを破る快進撃を見せた。ちなみにソシエダとスポルティングはこのシーズンにプリメーラでそれぞれ2位と3位になっている。決勝ではカスティージャCFのトップチームであるレアル・マドリードと対戦し、6-1と大敗、準優勝に終わった。しかしレアル・マドリードがリーガで優勝したため、カスティージャCFはUEFAカップウィナーズカップの出場権を得る。翌シーズンのカップウィナーズカップ1回戦ではウェストハムと対戦。サンティアゴ・ベルナベウで行われた1st legは3-1で勝ったものの、2nd legでは5-1で敗戦し、トーナメントから姿を消した。カスティージャCFは1984年、1986年、1988年のコパ・デル・レイで準々決勝に進出した。
1984年、アマンシオ・アマロ監督の下、カスティージャCFはセグンダ・ディビシオン優勝を果たした。チームでは「キンタ・デル・ブイトレ（La Quinta del Buitre）」のメンバーたち、エミリオ・ブトラゲーニョ、マヌエル・サンチス、マルティン・バスケス、ミチェル、ミゲル・パルデサがプレーしていた。しかしながらレアル・マドリードが既にプリメーラに所属しているため、カスティージャCFの1部昇格は不可能であった。1987-1988シーズンには3位に入ったが、同じ理由で昇格は出来なかった。

### レアル・マドリードB
1991年、スペインサッカー連盟がトップチームと下部組織のチームの名称の統一化を図ったため、カスティージャCFはレアル・マドリード・デポルティーバ（Real Madrid Deportiva）と名称を変更した後、最終的にレアル・マドリードB（Real Madrid B）に落ち着くこととなった。1990年代、二人の元レアル・マドリードの選手達、ビセンテ・デル・ボスケとラファエル・ベニテスがこのチームで監督のキャリアをスタートさせている。1997年、レアル・マドリードBはセグンダ・ディビシオンBに降格するが、チームは素晴らしい選手達を輩出し続けた。レアル・マドリードのトップチームで地位を確立した、ラウール、ラウール・ブラボ、グティ、イケル・カシージャスなどのメンバーである。また、イスマエル・ウルサイス、サンティアゴ・カニサレス、ミスタ、ルイス・ガルシア・フェルナンデスなどの元レアル・マドリードBの選手達も、移籍先のリーガのクラブで成功を収めている。

### レアル・マドリード・カスティージャ
2005年、ファン・ラモン・ロペス・カロ監督が指揮し、チームがセグンダ・ディビシオンへ復帰すると、レアル・マドリードBは「カスティージャ」の名称を復活させ、レアル・マドリード・カスティージャとなった。2006年にはクラブ施設のシウダード・レアル・マドリード（Ciudad Real Madrid）内の新スタジアムが「エスタディオ・アルフレッド・ディ・ステファノ」と命名され、フランシスコ・モレーノ・カリニェーナがここ16年間で初のトップチームから独立した会長に就任した。
2006-07シーズン、22チーム中19位（下位4チームが降格）という成績で、セグンダ・ディビシオンBへの降格が決定した。
2008年12月には監督を務めていたミチェルがカンテラ軽視政策を批判して辞任。フレン・ロペテギが監督に就任した。
2011年1月にはアルベルト・トリルが監督に就任。2010-11シーズンはリーグ3位となるも、プレーオフの結果昇格することはできなかった。翌2011-12シーズンにはリーグ優勝を果たし、プレーオフでもカディスCFを2試合合計8-1で下してセグンダ・ディビシオン昇格を決めた。
2013-14シーズンには22チーム中20位となり、セグンダ・ディビシオンBに降格した。2014年7月にジネディーヌ・ジダンが監督に就任。
2015-16シーズン中の2016年1月4日、トップチームの監督であったラファエル・ベニテスの解任に伴い、ジダンがトップチームの監督に昇格。カスティージャの新監督にはフベニールAの監督を務めていたルイス・ミゲル・ラミスが就任したが、2015-2016シーズンのプレーオフでセグンダ・ディビシオン昇格を逃した結果、退任した。
2016年6月、後任にクラブOBでフベニールAの監督であった元アルゼンチン代表のサンティアゴ・ソラーリが昇格。2018年10月、トップチームの監督であったフレン・ロペテギが成績不振により解任、ソラーリがトップチームの暫定監督に就任した（同年11月に正式に監督に就任）。後任にはSDポンフェラディーナの元監督であったホセ・マヌエル・ディアスが復帰したが、2018-2019シーズンはプレーオフでセグンダ・ディビシオン昇格を逃した
2019年6月20日、現役時代はクラブの象徴的存在であり、前フベニールB監督のラウル・ゴンサレスが監督に昇格。2025年5月27日、6年間に渡って指揮を執ったラウルが退任、後任に前フベニールA（U-19）監督のアルバロ・アルベロアが昇格。

## タイトル
- セグンダ・ディビシオン 優勝　1983-84
- セグンダ・ディビシオンB 優勝　1990-91, 2001-02, 2004-05, 2011–12
- テルセーラ・ディビシオン 優勝　1948-49, 1954-55, 1956-57, 1963-64, 1965-66, 1967-68
- コパ・デル・レイ 準優勝　1979-80
- スペインU-19カップ 優勝　1953-54, 2005-06

## 成績
| シーズン | ディビジョン | 順位 | 国王杯    |
| -------- | ------------ | ---- | --------- |
| 1946-47  | テルセーラ   | 5位  |           |
| 1947-48  | テルセーラ   | 5位  | 1回戦敗退 |
| 1948-49  | テルセーラ   | 1位  | 2回戦敗退 |
| 1949-50  | セグンダ     | 3位  | 3回戦敗退 |
| 1950-51  | セグンダ     | 7位  | 予選敗退  |
| 1951-52  | セグンダ     | 12位 | 予選敗退  |
| 1952-53  | セグンダ     | 15位 | 1回戦敗退 |
| 1953-54  | テルセーラ   | 3位  |           |
| 1954-55  | テルセーラ   | 1位  |           |
| 1955-56  | セグンダ     | 15位 |           |
| 1956-57  | テルセーラ   | 1位  |           |
| 1957-58  | セグンダ     | 7位  |           |
| 1958-59  | セグンダ     | 10位 | ベスト8   |
| 1959-60  | セグンダ     | 4位  | 2回戦敗退 |
| 1960-61  | セグンダ     | 7位  | 1回戦敗退 |
| 1961-62  | セグンダ     | 7位  | 1回戦敗退 |
| 1962-63  | セグンダ     | 16位 | 1回戦敗退 |
| 1963-64  | テルセーラ   | 1位  |           |
| 1964-65  | テルセーラ   | 3位  |           |
| 1965-66  | テルセーラ   | 1位  |           |

| シーズン | ディビジョン | 順位 | 国王杯    |
| -------- | ------------ | ---- | --------- |
| 1966-67  | テルセーラ   | 2位  |           |
| 1967-68  | テルセーラ   | 1位  |           |
| 1968-69  | テルセーラ   | 3位  |           |
| 1969-70  | テルセーラ   | 3位  | 2回戦敗退 |
| 1970-71  | テルセーラ   | 11位 | 1回戦敗退 |
| 1971-72  | テルセーラ   | 10位 | 2回戦敗退 |
| 1972-73  | テルセーラ   | 4位  | 1回戦敗退 |
| 1973-74  | テルセーラ   | 4位  | 3回戦敗退 |
| 1974-75  | テルセーラ   | 4位  | 3回戦敗退 |
| 1975-76  | テルセーラ   | 3位  | 1回戦敗退 |
| 1976-77  | テルセーラ   | 4位  | 2回戦敗退 |
| 1977-78  | セグンダB    | 2位  | 2回戦敗退 |
| 1978-79  | セグンダ     | 7位  | 3回戦敗退 |
| 1979-80  | セグンダ     | 7位  | 準優勝    |
| 1980-81  | セグンダ     | 11位 | 4回戦敗退 |
| 1981-82  | セグンダ     | 8位  | 3回戦敗退 |
| 1982-83  | セグンダ     | 6位  | 2回戦敗退 |
| 1983-84  | セグンダ     | 1位  | ベスト8   |
| 1984-85  | セグンダ     | 5位  | 2回戦敗退 |
| 1985-86  | セグンダ     | 12位 | ベスト8   |

| シーズン | ディビジョン | 順位 | 国王杯    |
| -------- | ------------ | ---- | --------- |
| 1986-87  | セグンダ     | 5位  | 1回戦敗退 |
| 1987-88  | セグンダ     | 3位  | ベスト8   |
| 1988-89  | セグンダ     | 15位 | 2回戦敗退 |
| 1989-90  | セグンダ     | 18位 | 1回戦敗退 |
| 1990-91  | セグンダB    | 1位  |           |
| 1991-92  | セグンダ     | 16位 |           |
| 1992-93  | セグンダ     | 6位  |           |
| 1993-94  | セグンダ     | 6位  |           |
| 1994-95  | セグンダ     | 8位  |           |
| 1995-96  | セグンダ     | 4位  |           |
| 1996-97  | セグンダ     | 18位 |           |
| 1997-98  | セグンダB    | 2位  |           |
| 1998-99  | セグンダB    | 3位  |           |
| 1999-00  | セグンダB    | 5位  |           |
| 2000-01  | セグンダB    | 7位  |           |
| 2001-02  | セグンダB    | 1位  |           |
| 2002-03  | セグンダB    | 6位  |           |
| 2003-04  | セグンダB    | 2位  |           |
| 2004-05  | セグンダB    | 1位  |           |
| 2005-06  | セグンダ     | 11位 |           |

| シーズン | ディビジョン   | 順位    | 国王杯 |
| -------- | -------------- | ------- | ------ |
| 2006-07  | セグンダ       | 19位    |        |
| 2007-08  | セグンダB      | 5位     |        |
| 2008-09  | セグンダB      | 6位     |        |
| 2009-10  | セグンダB      | 8位     |        |
| 2010-11  | セグンダB      | 3位     |        |
| 2011-12  | セグンダB      | 1位     |        |
| 2012-13  | セグンダ       | 8位     |        |
| 2013-14  | セグンダ       | 20位    |        |
| 2014-15  | セグンダB      | 6位     |        |
| 2015-16  | セグンダB      | 1位     |        |
| 2016-17  | セグンダB      | 11位    |        |
| 2017-18  | セグンダB      | 8位     |        |
| 2018-19  | セグンダB      | 4位     |        |
| 2019-20  | セグンダB      | 7位     |        |
| 2020-21  | セグンダB      | 2位/3位 |        |
| 2021-22  | プリメーラRFEF |         |        |

- 33シーズン - セグンダ・ディビシオン
- 1シーズン - プリメーラ・ディビシオンRFEF
- 22シーズン - セグンダ・ディビシオンB
- 20シーズン - テルセーラ・ディビシオン

## 現所属選手
2024年9月14日現在
注：選手の国籍表記はFIFAの定めた代表資格ルールに基づく。
| No. | Pos. |                | 選手名               |
| --- | ---- | -------------- | -------------------- |
| 1   | GK   | スペイン       | ディエゴ・ピネイロ   |
| 2   | DF   | スペイン       | ロレンソ・アグアード |
| 3   | DF   | スペイン       | ダビド・クエンカ     |
| 4   | DF   | ドミニカ共和国 | エドガー・プジョル   |
| 6   | MF   | スペイン       | チェマ               |
| 7   | FW   | スペイン       | ゴンサロ・ガルシア   |
| 8   | MF   | スペイン       | マヌエル・アンヘル   |
| 9   | MF   | スペイン       | ビクトル・ムニョス   |
| 10  | MF   | スペイン       | セサール・パラシオス |
| 11  | FW   | スペイン       | ボルハ・アロンソ     |
| 13  | GK   | スペイン       | フラン・ゴンサレス   |

| No. | Pos. |              | 選手名               |
| --- | ---- | ------------ | -------------------- |
| 14  | DF   | スペイン     | ハコボ・ラモン       |
| 16  | MF   | スペイン     | アントニオ・ダビド   |
| 17  | DF   | スペイン     | ダビド・ルイス       |
| 19  | FW   | スペイン     | ロレン・スニガ       |
| 20  | MF   | スペイン     | アンドレス・カンポス |
| 21  | MF   | プエルトリコ | ジェレミ・デ・レオン |
| 22  | DF   | スペイン     | ダビド・ヒメネス     |
| 23  | DF   | モロッコ     | ユセフ・エンリケ     |
| 24  | DF   | スペイン     | パブロ・ラモン       |
| 25  | GK   | スペイン     | マリオ・デ・ルイス   |
| 28  | DF   | スペイン     | エンリケ・リベス     |
| 31  | GK   | スペイン     | ギジェルモ・スニコ   |

### レンタル移籍
in
注：選手の国籍表記はFIFAの定めた代表資格ルールに基づく。
| No. | Pos. |  | 選手名 |
| --- | ---- |  | ------ |

out
注：選手の国籍表記はFIFAの定めた代表資格ルールに基づく。
| No. | Pos. |          | 選手名                          |
| --- | ---- | -------- | ------------------------------- |
| --  | DF   | スペイン | マリオ・カメージョ (SDタラソナ) |
| --  | MF   | 日本     | 中井卓大 (SDアモレビエタ)       |

| No. | Pos. |          | 選手名                              |
| --- | ---- | -------- | ----------------------------------- |
| --  | FW   | スペイン | ノエル・ロペス (CAオサスナB)        |
| --  | FW   | スペイン | アルバロ・レイヴァ (アルヘシラスCF) |

## 歴代監督
- ミゲル・ムニョス 1952-1953
- ルイス・パサリン 1961-1963
- ファンホ 1980-1981
- アマンシオ・アマロ 1982-1984
- ラファエル・ベニテス 1993-1995
- ビセンテ・デル・ボスケ 1987-1990
- マリアノ・ガルシア・レモン 1991-1993
- ファン・ラモン・ロペス・カロ 2001-2005
- ミゲル・アンヘル・ポルトゥガル 1997-1999, 2005-2006
- ミチェル 2006-2007
- フレン・ロペテギ 2008-2009
- アレハンドロ・メネンデス 2009-2011
- アルベルト・トリル 2011-2013
- ホセ・マヌエル・ディアス（スペイン語版） 2013-2014
- ジネディーヌ・ジダン 2014-2016
- ルイス・ミゲル・ラミス 2016
- サンティアゴ・ソラーリ 2016-2018
- ホセ・マヌエル・ディアス（スペイン語版） 2018-2019
- ラウル・ゴンサレス 2019-2025
- アルバロ・アルベロア 2025-

## 歴代所属選手

### GK
- イケル・カシージャス
- アントニオ・アダン
- サンティアゴ・カニサレス
- ディエゴ・ロペス
- カルロス・サンチェス・ガルシア
- フアンミ

- ペドロ・コントレラス
- ホセ・マヌエル・オチョトレナ
- アグスティン・ロドリゲス
- フアン・アロンソ
- キコ・カシージャ

### DF
- マヌエル・サンチス
- ビセンテ・デル・ボスケ
- ラファエル・ベニテス
- ラウール・ブラボ
- フランシスコ・パボン
- ガルシア・カルボ
- マリオ・エルモソ

- アルバロ・アルベロア
- マルコス・アロンソ・メンドーサ
- ダニ・カルバハル
- ディエゴ・ジョレンテ
- ナチョ・フェルナンデス
- ラウール・アセンシオ

### MF
- グティ
- エステバン・カンビアッソ
- ミチェル
- マルティン・バスケス
- ミゲル・パルデサ
- ホセ・アントニオ・カマーチョ
- ホセ・ルイス・カミネロ
- ハイメ
- ボルハ・フェルナンデス
- ホセ・マヌエル・フラド
- アントニオ・ヌニェス
- アルベルト・リベラ
- ハビエル・カジェハ
- ファンフラン

- ジョルディ・ロペス
- ハビエル・アンヘル・バルボア
- バルド
- ダビド・ソウサ
- ホセ・マリア・サラガ
- ハビ・ガルシア
- ルベン・デ・ラ・レー
- エステバン・グラネロ・モリナ
- ダニエル・パレホ
- ボルハ・バレーロ
- マルコス・ジョレンテ・モレノ
- マルティン・ウーデゴール

### FW
- エミリオ・ブトラゲーニョ
- ラウル・ゴンサレス
- ルイス・アラゴネス
- ミスタ
- イスマエル・ウルサイス
- ロベルト・ソルダード
- ハビエル・ポルティージョ
- ルイス・ガルシア
- アルフォンソ・ペレス
- ビクトール・サンチェス
- ハビ・ゲレーロ
- カルロス・アランダ
- フアン・エスナイデル
- ペドロ・ヤルレイ

- ラモン・グロッソ
- ラモン・マルサル
- エンリケ・マテオス
- フェルナンド・セレーナ
- ホセ・マリア・ビダル
- フランシスコ・ピネダ
- ファン・マヌエル・ビジャ
- ホセ・カジェホン
- アルバロ・ネグレド
- フアン・マタ
- アルベルト・ブエノ
- ヘセ・ロドリゲス
- アルバロ・モラタ
- ボルハ・マジョラル・モラ